# Segle XVI
El segle XVI és un període de l'edat moderna que inclou els anys compresos entre 1501 i 1600. Està marcat pel Renaixement, que fa abandonar progressivament una cosmovisió teocèntrica, i pels canvis en l'equilibri de poders. A Europa, el descobriment d'Amèrica fa que Espanya prengui una posició dominant, mentre a Àsia els otomans són la principal potència d'un món marcat per una major interconnexió entre continents.

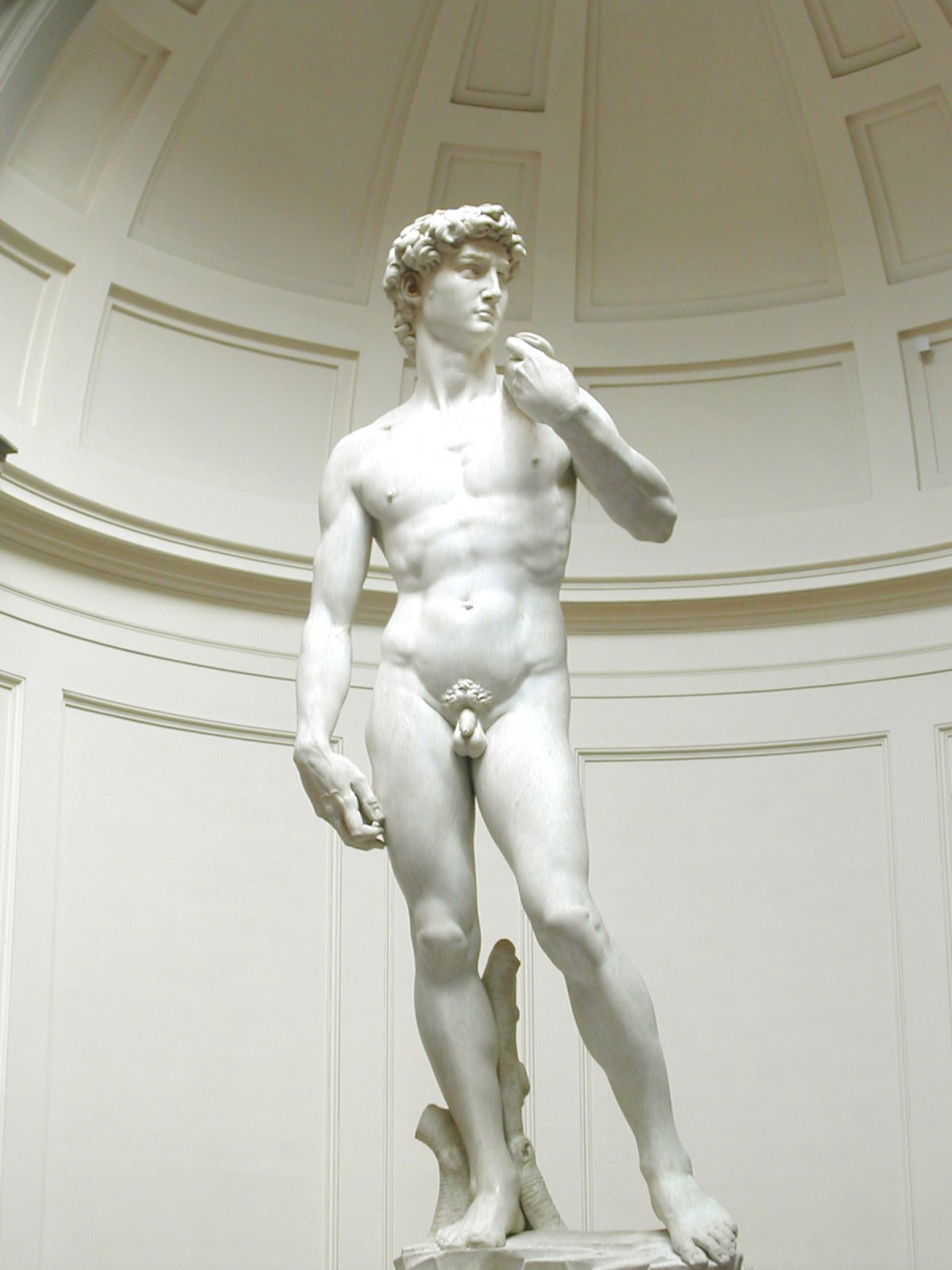
L'estàtua de David, realitzada per Miquel Àngel l'any 1504, i considerada una de les millors obres del Renaixement

## Política
La política del segle xvi està marcada per l'establiment de grans estats monàrquics a Europa, que lluitaven per afermar el seu poder amb el control de més territori, tant a Europa com als nous territoris descoberts a Amèrica i al Pacífic (inici del colonialisme. Espanya, amb Carles V del Sacre Imperi romanogermànic, era la potència dominant, ja que controlava Flandes, Àustria, part d'Itàlia i la part occidental d'Amèrica del Sud, que s'anava explorant progressivament. Portugal li disputava l'hegemonia marítima (especialment amb Manuel I de Portugal), lluita a la qual es va sumar més endavant Anglaterra, mentre van proliferar les guerres al continent, entre aquestes la Guerra dels vuitanta anys, que va acabar amb la independència dels Països Baixos. Aquest conflicte va ser alhora polític i religiós, tint que adquirirà també la Guerra de la lliga de Cognac que va incloure el saqueig de Roma (1527) a mans hispanogermàniques i que va escandalitzar bona part dels europeus. Aquest clima d'enfrontament prepararia el terreny per a les grans guerres de religió del segle xvii.
Els reis europeus van veure limitades les seves ànsies expansionistes per l'Imperi otomà. Liderat per Solimà I el Magnífic, va conquerir l'antiga Pèrsia, va atacar Hongria i Rodes i va mantenir fermament el bloqueig mediterrani al comerç que havia forçat les exploracions al segle anterior. Els conflictes entre els Hasburg i els turcs de nou barrejaven política i religió, en aquest cas cristianisme contra l'islam otomà. Els turcs van actuar de lligam entre Europa i Àsia, com també va fer Ivan IV de Rússia, el qual va conquerir Sibèria i va assolir així no solament un dels territoris més extensos sinó tenir presència rellevant als dos continents, influència que es mantindria fins a l'actualitat. Àsia estava, doncs, controlada per grans imperis hereus d'altres èpoques, com prova l'auge d'Akbar, que va expandir l'Imperi mogol per gairebé tota l'Índia i va protagonitzar una era d'esplendor cultural i tolerància religiosa al continent. Els mongols mantenien el domini de les estepes, assetjant la Xina de la dinastia Ming.
A Amèrica, els espanyols van sotmetre bona part dels pobles autòctons. Així, Hernán Cortés va reclamar el territori del futur Mèxic, provocant la fi de l'Imperi asteca, i al sud Francisco Pizarro va fer el mateix amb el Perú, lluitant contra l'Imperi Inca. Jacques Cartier (bretó) descobreix Canadà i els portuguesos inicien la colonització del Brasil.

## Economia i societat
A partir del segle xvi, es pot parlar d'un autèntic comerç global que inclou tots els continents, ja que la volta al món de Fernão de Magalhães i Juan Sebastián Elcano havien incorporat Oceania a les rutes marítimes d'intercanvi. Europa importava or i nous aliments d'Amèrica i hi exportava manufactures i esclaus, provinents d'Àfrica, per treballar a les colònies i grans latifundis que es regalaven als pobladors. De l'Orient, comprava espècies i articles luxosos, que arribaven mitjançant noves escales a les Filipines i la costa africana, per burlar la pirateria turca (especialment ferotge contra els interessos de les repúbliques italianes, en continus pactes amb altres pobles mediterranis). Tots aquests intercanvis van fer augmentar el pes de la banca i la burgesia comercial, enriquida, i que va començar a reclamar poder polític.
En aquesta època, es calcula que vivien a la Terra uns 500 milions de persones. El creixement demogràfic es va veure aturat per les guerres, com en períodes anteriors, i al Nou Món per les epidèmies exportades pels conquistadors, ja que els indígenes no estaven immunitzats contra les malalties europees i moriren massivament en algunes zones de contacte. Cal destacar també el terratrèmol de Shaanxi, el més mortífer de la història, amb uns 830.000 morts.

## Invents i descobriments
El segle xvi marca l'inici de la revolució científica que esclataria el segle següent. L'edat moderna imposava una mentalitat més racional, que fugia d'interpretacions divines i qüestionava l'autoritat, fins i tot la dels filòsofs clàssics, ja que volia proves d'allò que s'afirmava. Aquesta cerca de proves va fer proliferar els experiments, amb noves descobertes, i l'ús de les matemàtiques com a llenguatge formal que els expressava de manera irrefutable. La nova ciència, a més a més, va assolir grans quotes de difusió, ja que els humanistes pensaven que una persona instruïda havia de dominar tant la tècnica com les arts i demanaven la traducció de les obres més influents del nou pensament, que gràcies a la impremta es podien consultar a les biblioteques de les universitats.
Les matemàtiques interessaven també per les seves aplicacions pràctiques, per exemple en la comptabilitat, cada cop més important en una era de comerç creixent. Per aquest motiu, van incrementar-se les escoles on els fills dels burgesos aprenien aritmètica i àlgebra i, gràcies als manuals, per a aquests alumnes van aparèixer notacions més clares de les relacions numèriques: per exemple, Christoph Rudolff va inventar el signe de l'arrel quadrada i es van estandarditzar el signe més i menys. Igualment, d'aquesta aplicació va sorgir un important avenç per a la cartografia, la projecció de Mercator, que esdevindria canònica. El calendari gregorià va usar-les per corregir els desfasaments cronològics acumulats al llarg dels segles.
Tanmateix, els principals avenços del període es van produir en cosmologia. Nicolau Copèrnic va aportar proves per al model heliocèntric, que havia estat postulat per alguns grecs, però abandonat en favor d'una representació on la Terra, fruit de la creació divina, ocupava necessàriament el centre de l'univers. L'obra de Copèrnic no solament li treia a la Terra el paper central sinó que ampliava les dimensions del cosmos. El canvi de paradigma que va suposar va fer que es parli de revolució copernicana. Tycho Brahe va continuar separant la religió de la cosmologia en descobrir que l'univers seguia en canvi, amb l'aparició de noves estrelles (que va deduir en observar una supernova abans no descrita).
Al segle xvi, van implementar-se nous camps de coneixement, abans només esbossats, com el magnetisme o l'anatomia humana, que es va comprendre d'una manera més cabal amb els dibuixos d'Andreas Vesal, pioner en les disseccions com a eina didàctica i que usava solament el cos humà per a les descripcions anatòmiques i no feia servir extrapolacions a partir de l'anatomia d'altres animals, com havien fet els metges durant segles.
Alguns invents remarcables són el termòmetre modern, el llapis de grafit i el violí.

## Art, cultura i pensament
El Renaixement es va estendre com a estil dominant en l'art europeu. Alguns dels artistes plàstics més rellevants són Albrecht Dürer, famós pels seus gravats a part de les pintures; Pieter Brueghel el Vell, amb les seves obres d'escenes bíbliques i quadres amb multitud de personatges; Raffaello Sanzio, amb escenes marianes o quadres com L'escola d'Atenes; l'arquitecte Andrea Palladio i, per sobre de tot, Michelangelo Buonarroti. Aquest art es basava en l'harmonia, l'ús de la llum i la perspectiva, la imitació de models grecollatins (fet que explica que s'alternin els temes cristians i els mitològics en molts pintors), l'observació detallada del cos humà i un major ús dels colors.
Al final de segle, l'art va virar cap al manierisme, abandonant el racionalisme renaixentista en favor de l'exageració que precediria algunes manifestacions del barroc posterior. El màxim exponent manierista és El Greco, amb obres com L'enterrament del comte d'Orgaz, en què fa ús de l'escorç i les deformacions dels cossos pròpies de l'estil.
La literatura renaixentista també mira el món clàssic com a model, però ara en llengua vulgar, que s'imposa per sobre del llatí, el qual queda reservat per a la literatura més culta i les obres de no-ficció. En poesia, triomfa l'estil italianitzant i el sonet és l'estrofa més emprada per a unes composicions que tenen l'amor com a tema principal. Sorgeixen diferents gèneres narratius, com la novel·la picaresca, i el teatre adquireix un rang propi, allunyat de les representacions sacramentals. Alguns dels autors que cal destacar de la literatura renaixentista són Luís de Camões, Michel de Montaigne, Christopher Marlowe, Garcilaso de la Vega i Joan de la Creu, entre d'altres.
En música, les cançons litúrgiques de Giovanni Pierluigi da Palestrina són les més reeixides, mentre que en filosofia s'alternen les polèmiques logicoteològiques d'influència medieval amb les preocupacions de l'humanisme, en què destaca Joan Lluís Vives i March.
El 1517, quan Martí Luter penja les seves tesis en una església, es crea de manera oficial el protestantisme, que va marcar la divisió del cristianisme entre catòlics i protestants. Dins d'aquests, sorgeixen diversos corrents: el ja esmentat luteranisme, que va triomfar sobretot a Alemanya; l'anabaptisme; el presbiterianisme i l'anglicanisme, el qual ja existia però va agafar un nou impuls amb Elisabet I d'Anglaterra. Líders com Joan Calví o John Knox rebutgen l'excessiu luxe catòlic que ja havia denunciat Luter i proposen una nova moral, més estricta i basada en una relació més directa amb Déu. Els catòlics van convocar el concili de Trent per intentar respondre a les crítiques i reafirmar els postulats de la seva fe. Alguns dels màxims representants d'aquesta contrarreforma són Erasme de Rotterdam i sant Ignasi de Loiola, creador dels jesuïtes, que van evangelitzar gran part dels nous territoris descoberts.
A part de les lluites cristianes, en el camp religiós va ser molt influent Nostradamus, amb les seves profecies. Fora de l'òrbita cristiana, es van produir dos fets de gran importància: el naixement del sikhisme i la implantació del xiisme al futur Iran.